# Антония Фрейзър
Дейм Антония Фрейзър (на английски: Antonia Fraser) е английска писателка на произведения в жанра трилър, криминален роман, исторически роман, лирика, биография и мемоари.

## Биография и творчество
Лейди Антония Фрейзър, с рождено име Антония Маргарет Каролайн Пакенхам, е родена на 27 август 1932 г. в Лондон, Англия, в аристократичното семейство на лейбъристкия политик и реформатор Франк Пакенхам, 7-и граф на Лонгфорд, и историческия биограф Елизабет Харман, графиня Лонгфорд. Приема католицизма в тийнейджърските си години, следвайки примера на родителите си.
Учи в независимия римокатолически девически интернат „Света Мария“ в Аскът и следва в колежа „Лейди Маргарет Хол“ на Оксфордския университет, който завършва с бакалавърска степен през 1953 г. След дипломирането си за кратко е асистентка в издателството на Джордж Вайденфелд.
Първият ѝ роман „King Arthur and the Knights of the Round Table“ (Крал Артур и рицарите на кръглата маса) е издаден през 1954 г. В следващите години публикува няколко статии за младежи. През 1966 г. е издадена първата ѝ документална книга „История на играчките“. През 1969 г. е издадена успешната ѝ документална книга „Мери, кралицата на Шотландия“, която е удостоена с мемориалната награда „Джеймс Тейт Блек“ за биография.
Авторка е на няколко оценени книги, които се фокусират върху жените от английското и френско минало в историята – „Мери, кралицата на Шотландия“ (1969), „По-слабият кораб: Жената в Англия през седемнадесети век“ (1984), „Кралиците воини: Колесницата на Будика“ (1988), „Шестте съпруги на Хенри VIII“ (1992), „Мария Антоанета: Пътешествието“ (2001) и „Любовта и Луи XIV : Жените в живота на Краля-слънце“ (2006).
Книгата ѝ за Мария Антоанета е екранизирана в успешния едноименен филм на София Копола с участието на Кирстен Дънст, Джейсън Шуорцман, Джуди Дейвис и Рип Торн.
През 1977 г. е изаден първият ѝ трилър „Тиха като монахиня“ от поредицата „Джемима Шор“. Главната героиня в поредицата е разследващата журналистка Джемима Шор. Романите от поредицата са екранизирани през 1983 г. в сериала „Jemima Shore Investigates“ (Разследванията на Джемима Шор).
През 1999 г. е удостоена с отличието Командор на Ордена на Британската империя, а през 2011 г. е удостоена със званието Дейм Командор на Ордена на Британската империя за заслуги към литературата.
През 1956 г. се омъжва за политика майор Хю Фрейзър. Имат три момчета и три момичета. Развегдат се през 1977 г. През 1980 г. се омъжва за Нобеловия лауреат Харолд Пинтър до смъртта му през 2008 г. През 2010 г. публикува мемоара си „Must You Go?“.
Антония Фрейзър живее в Лондон.

## Произведения

### Самостоятелни романи
- King Arthur and the Knights of the Round Table (1954)
- Robin Hood (1996)

### Серия „Джемима Шор“ (Jemima Shore)
1. Quiet As a Nun (1977)
Тиха като монахиня, списание „Криминален роман“ (1993), прев. Румяна Македонска
2. The Wild Island (1978) – издаден и като „Tartan Tragedy“
3. A Splash of Red (1981)
4. Cool Repentance (1982)
5. Oxford Blood (1985)
6. Your Royal Hostage (1987)
7. The Cavalier Case (1990)
8. Political Death (1994)

- Jemima Shore's First Case (1986) – сборник разкази
- Jemima Shore At the Sunny Grave (1991) – сборник разкази

### Сборници
- Verses to Please Myself (2021) – поезия

### Документалистика
- History of Toys (1966)
- Mary Queen of Scots (1969)
- Royal Charles (1972)
- Cromwell, the Lord Protector (1973)
- Heroes and Heroines (1980)
- The Weaker Vessel: Women's Lot in Seventeenth Century Britain (1984) – награда „Улфсън“
- Cromwell, Our Chief of Men (1988)
- The Warrior Queens: Boadecia's Chariot (1988)
- The Six Wives of Henry VIII (1992)
- The Pleasure Of Reading (1992)
- The Gunpowder Plot (1996) – издаден и като „Faith and Treason“, награда „Златен кинжал“ на Асоциация на писателите на криминални романи
- The Lives of the Kings and Queens of England (1999)
- Marie Antoinette: The Journey (2001) – френско-британска литературна награда
- King Charles II (2004)
- The Battle of the Boyne (2005)
- Love and Louis XIV (2006)
Любовта и Луи XIV : Жените в живота на Краля-слънце, изд.: ИК „ЕРА“, София (2007), прев. Маргарита Терзиева
- Elizabeth 1 (2010)
- Must You Go? My Life with Harold Pinter (2010) – автобиография
- The Antonia Fraser Collection (2013)
- Perilous Question (2013)
- My History (2015)
- Our Israeli Diary (2016)
- The King and the Catholics (2018)
- The Case of the Married Woman (2021)

### Екранизации
- 1977 Play for Today – тв сериал, 1 епизод
- 1978 Armchair Thriller – тв сериал, 6 епизода
- 1978 Read All About It – тв сериал, 1 епизод
- 1983 Jemima Shore Investigates – тв сериал, 12 епизода
- 1984 Tales of the Unexpected – тв сериал, 1 епизод
- 1985 Time for Murder – тв сериал, 1 епизод
- 2006 Мария Антоанета, Marie Antoinette – филм на София Копола